# Giải bóng đá Vô địch U-17 Quốc gia 2022
Giải bóng đá Vô địch U-17 Quốc gia 2022, tên gọi chính thức là Giải bóng đá Vô địch U-17 Quốc gia – K-Elec 2022 vì lý do tài trợ, là mùa giải thứ 18 của Giải bóng đá Vô địch U-17 Quốc gia do Liên đoàn bóng đá Việt Nam (VFF) tổ chức.
Vòng chung kết gồm 12 đội bóng thi đấu từ ngày 29 tháng 8 đến 11 tháng 9 năm 2022 tại Sân vận động Thành Long, Quốc lộ 50, Bình Chánh, Thành phố Hồ Chí Minh. Đây là năm thứ 3 liên tiếp Next Media phối hợp với VFF tổ chức vòng chung kết Giải bóng đá Vô địch U-17 Quốc gia. Bên cạnh đó, VTVCab trở thành đối tác truyền hình và Keep & Fly là nhà tài trợ trang phục thi đấu cho 12 đội bóng tham dự giải.

## Vòng loại
Vòng loại Giải bóng đá Vô địch U-17 Quốc gia 2022 gồm 25 đội chia thành 5 bảng thi đấu vòng tròn 2 lượt. 12 đội gồm 10 đội nhất nhì của các bảng và 2 đội xếp thứ 3 có thành tích tốt nhất sẽ giành quyền tham dự vòng chung kết. Đội U-17 Đà Nẵng tuy đứng nhất bảng C vòng loại nhưng đã xin rút lui trước thềm vòng chung kết. Thay thế U-17 Đà Nẵng là đội U-17 Becamex Bình Dương (đội xếp thứ 3 có thành tích tốt thứ 3 vòng loại).
| Đội                   | Tư cách vượt qua vòng loại                  |
| --------------------- | ------------------------------------------- |
| PVF                   | Nhất bảng A                                 |
| Sông Lam Nghệ An      | Nhất bảng B                                 |
| Becamex Bình Dương    | Thay thế Đà Nẵng (đội nhất bảng C) rút lui. |
| Bình Phước            | Nhất bảng D                                 |
| Thành phố Hồ Chí Minh | Nhất bảng E                                 |
| Hà Nội                | Nhì bảng A                                  |
| Huế                   | Nhì bảng B                                  |
| Hoàng Anh Gia Lai     | Nhì bảng C                                  |
| Phú Yên               | Nhì bảng D                                  |
| Đồng Tháp             | Nhì bảng E                                  |
| Nam Định              | 2 đội xếp thứ 3 có thành tích tốt nhất      |
| Sài Gòn               | 2 đội xếp thứ 3 có thành tích tốt nhất      |

## Vòng chung kết
Vòng chung kết khởi tranh từ ngày 29 tháng 8 đến ngày 11 tháng 9 năm 2022. Tất cả các trận đấu đều được diễn ra tại sân vận động Thành Long (Thành phố Hồ Chí Minh). Đội U-17 Sài Gòn là đội chủ nhà.

### Vòng bảng
12 đội vượt qua vòng loại chia thành 3 bảng thi đấu vòng tròn 1 lượt chọn ra 8 đội (6 đội nhất nhì mỗi bảng và 2 đội thứ 3 có thành tích tốt nhất) thi đấu vòng tứ kết.

#### Bảng A
| VT | Đội                    | ST | T | H | B | BT | BB | HS | Đ | Giành quyền tham dự |
| -- | ---------------------- | -- | - | - | - | -- | -- | -- | - | ------------------- |
| 1  | U-17 Sài Gòn (H)       | 3  | 2 | 0 | 1 | 5  | 6  | −1 | 6 | Tứ kết              |
| 2  | U-17 Hoàng Anh Gia Lai | 3  | 1 | 2 | 0 | 8  | 4  | +4 | 5 | Tứ kết              |
| 3  | U-17 Bình Phước        | 3  | 1 | 1 | 1 | 8  | 7  | +1 | 4 | Tứ kết              |
| 4  | U-17 Nam Định          | 3  | 0 | 1 | 2 | 2  | 6  | −4 | 1 |                     |

| U-17 Bình Phước                                          | 3–3      | U-17 Hoàng Anh Gia Lai                                    |
| -------------------------------------------------------- | -------- | --------------------------------------------------------- |
| - Lê Anh Tài 11' - Lê Văn Hùng 34' - Nguyễn Tấn Phúc 79' | Chi tiết | - Môi Sê 5' - Trần Đắc Lộc 24' - Nguyễn Hoàng Gia Huy 29' |

| U-17 Sài Gòn                                     | 2–0      | U-17 Nam Định      |
| ------------------------------------------------ | -------- | ------------------ |
| - Nguyễn Hữu Trọng 54' - Nguyễn Thanh Xuân 90+2' | Chi tiết | - Phạm Đức Hải 86' |

| U-17 Nam Định                            | 1–3      | U-17 Bình Phước                                            |
| ---------------------------------------- | -------- | ---------------------------------------------------------- |
| - Trần Văn Thành 36' - Trần Văn Hà 90+5' | Chi tiết | - Nguyễn Tấn Phúc 5' - Lê Văn Hùng 46' - Điểu Khuynh 90+2' |

| U-17 Hoàng Anh Gia Lai                                                                        | 4–0      | U-17 Sài Gòn        |
| --------------------------------------------------------------------------------------------- | -------- | ------------------- |
| - Hoàng Minh Tiến 19', 70' - Nguyễn Minh Tâm 28' - Hoàng Nguyễn Phương 79' - Trần Đắc Lộc 90' | Chi tiết | Trần Minh Chiến 90' |

| U-17 Nam Định      | 1–1      | U-17 Hoàng Anh Gia Lai |
| ------------------ | -------- | ---------------------- |
| Trần Văn Thành 30' | Chi tiết | Nguyễn Minh Tâm 81'    |

| U-17 Sài Gòn                                                                | 3–2      | U-17 Bình Phước                          |
| --------------------------------------------------------------------------- | -------- | ---------------------------------------- |
| - Nguyễn Huỳnh Đăng Khoa 68' - Nguyễn Thanh Xuân 73' - Trương Trí Thiện 75' | Chi tiết | - Nguyễn Tuấn Sang 52' - Điểu Khuynh 83' |

#### Bảng B
| VT | Đội                            | ST | T | H | B | BT | BB | HS | Đ | Giành quyền tham dự |
| -- | ------------------------------ | -- | - | - | - | -- | -- | -- | - | ------------------- |
| 1  | U-17 Sông Lam Nghệ An          | 3  | 3 | 0 | 0 | 5  | 0  | +5 | 9 | Tứ kết              |
| 2  | U-17 Hà Nội                    | 3  | 1 | 1 | 1 | 4  | 3  | +1 | 4 | Tứ kết              |
| 3  | U-17 Thành phố Hồ Chí Minh (H) | 3  | 0 | 2 | 1 | 2  | 3  | −1 | 2 |                     |
| 4  | U-17 Bình Dương                | 3  | 0 | 1 | 2 | 2  | 7  | −5 | 1 |                     |

| U-17 Thành phố Hồ Chí Minh | 0–1      | U-17 Sông Lam Nghệ An |
| -------------------------- | -------- | --------------------- |
| Nguyễn Quang Lực 90+4'     | Chi tiết |                       |

| U-17 Becamex Bình Dương | 0–4      | U-17 Hà Nội                                                                            |
| ----------------------- | -------- | -------------------------------------------------------------------------------------- |
|                         | Chi tiết | - Nguyễn Văn Đạt 11' - Nguyễn Quốc Khánh 26' - Lê Trí Phong 90+1' - Đoàn Phú Quý 90+3' |

| U-17 Sông Lam Nghệ An | 1–0      | U-17 Becamex Bình Dương |
| --------------------- | -------- | ----------------------- |
| Nguyễn Quang Vinh 90' | Chi tiết |                         |

| U-17 Hà Nội | 0–0      | U-17 Thành phố Hồ Chí Minh |
| ----------- | -------- | -------------------------- |
|             | Chi tiết |                            |

| U-17 Thành phố Hồ Chí Minh  | 2–2      | U-17 Becamex Bình Dương                          |
| --------------------------- | -------- | ------------------------------------------------ |
| Trương Nhạc Minh 79', 90+4' | Chi tiết | - Nguyễn Đức Thành 89' - Nguyễn Ngọc Chiến 90+2' |

| U-17 Sông Lam Nghệ An                                                    | 3–0      | U-17 Hà Nội         |
| ------------------------------------------------------------------------ | -------- | ------------------- |
| - Phạm Nguyễn Quốc Trung 17' - Nguyễn Quang Vinh 29' - Trần Quốc Hòa 47' | Chi tiết | Nguyễn Cảnh Tài 49' |

#### Bảng C
| VT | Đội            | ST | T | H | B | BT | BB | HS | Đ | Giành quyền tham dự |
| -- | -------------- | -- | - | - | - | -- | -- | -- | - | ------------------- |
| 1  | U-17 Huế       | 3  | 3 | 0 | 0 | 6  | 2  | +4 | 9 | Tứ kết              |
| 2  | U-17 PVF       | 3  | 2 | 0 | 1 | 7  | 2  | +5 | 6 | Tứ kết              |
| 3  | U-17 Đồng Tháp | 3  | 1 | 0 | 2 | 3  | 5  | −2 | 3 | Tứ kết              |
| 4  | U-17 Phú Yên   | 3  | 0 | 0 | 3 | 2  | 9  | −7 | 0 |                     |

| U-17 Huế                                    | 2–1      | U-17 PVF        |
| ------------------------------------------- | -------- | --------------- |
| - Nguyễn Đăng Khoa 25' - Bùi Công Chính 79' | Chi tiết | Thái Bá Đạt 59' |

| U-17 Đồng Tháp                                  | 3–1      | U-17 Phú Yên       |
| ----------------------------------------------- | -------- | ------------------ |
| - Nguyễn Tiến Đạt 31' - Lê Huỳnh Triệu 56', 66' | Chi tiết | Nguyễn Hữu Sơn 83' |

| U-17 PVF                                    | 3–0      | U-17 Đồng Tháp |
| ------------------------------------------- | -------- | -------------- |
| - Thái Bá Đạt 17' - Phùng Quang Tú 69', 72' | Chi tiết |                |

| U-17 Phú Yên   | 1–3      | U-17 Huế                                           |
| -------------- | -------- | -------------------------------------------------- |
| Lê Minh Vũ 87' | Chi tiết | - Dương Anh Vũ 45' - Phạm Ngọc Thành Thảo 69', 85' |

| U-17 Huế                 | 1–0      | U-17 Đồng Tháp |
| ------------------------ | -------- | -------------- |
| Phạm Ngọc Thành Thảo 41' | Chi tiết |                |

| U-17 PVF                                                   | 3–0      | U-17 Phú Yên |
| ---------------------------------------------------------- | -------- | ------------ |
| - Bùi Hoàng Sơn 6' - Phùng Quang Tú 62' - Lê Anh Đức 90+1' | Chi tiết |              |

### Tứ kết
Các trận tứ kết sẽ diễn ra trong 2 ngày 6 và 7 tháng 9.
| U-17 Sài Gòn                                                                       | 2–2      | U-17 Đồng Tháp                                                          |
| ---------------------------------------------------------------------------------- | -------- | ----------------------------------------------------------------------- |
| - Trương Nguyên Long 40' - Nguyễn Anh Minh 90+2'                                   | Chi tiết | - Lê Huỳnh Triệu 1' - Nguyễn Hoàng Tâm 67'                              |
| Loạt sút luân lưu                                                                  |          |                                                                         |
| Nguyễn Huỳnh Đăng Khoa · Trương Nguyên Long · Nguyễn Thanh Xuân · Nguyễn Hữu Trọng | 4–2      | Quách Quang Huy · Nguyễn Phạm Trường An · Bùi Quốc Duy · Lê Huỳnh Triệu |

| U-17 Sông Lam Nghệ An                                                          | 0–0      | U-17 Bình Phước                                                                |
| ------------------------------------------------------------------------------ | -------- | ------------------------------------------------------------------------------ |
|                                                                                | Chi tiết |                                                                                |
| Loạt sút luân lưu                                                              |          |                                                                                |
| Lê Nguyễn Hoàng · Phạm Nguyễn Quốc Trung · Nguyễn Trọng Tuấn · Nguyễn Tấn Minh | 4–3      | Trần Minh Toàn · Đàm Trọng Phúc · Lê Anh Tài · Đoàn Huy Nam · Nguyễn Tuấn Sang |

| U-17 Huế | 0–2      | U-17 Hà Nội                              |
| -------- | -------- | ---------------------------------------- |
|          | Chi tiết | - Lê Trí Phong 42' - Phạm Anh Tuấn 90+3' |

| U-17 Hoàng Anh Gia Lai | 1–3      | U-17 PVF                                   |
| ---------------------- | -------- | ------------------------------------------ |
| Môi Sê 39'             | Chi tiết | - Bùi Hoàng Sơn 11' - Thái Bá Đạt 24', 53' |

### Bán kết
Giải không có trận tranh hạng ba nên 2 đội thua ở 2 trận bán kết sẽ được trao đồng giải ba.
| U-17 Sài Gòn                                              | 3–2      | U-17 Hà Nội                                 |
| --------------------------------------------------------- | -------- | ------------------------------------------- |
| - Nguyễn Huỳnh Đăng Khoa 8', 59' - Trương Nguyên Long 20' | Chi tiết | - Nguyễn Văn Đạt 47' - Nguyễn Long Nhật 66' |

| U-17 Sông Lam Nghệ An                                       | 1–1      | U-17 PVF                                                            |
| ----------------------------------------------------------- | -------- | ------------------------------------------------------------------- |
| Nguyễn Quang Lực 75'                                        | Chi tiết | Phùng Quang Tú 80'                                                  |
| Loạt sút luân lưu                                           |          |                                                                     |
| Lê Nguyễn Hoàng · Phạm Nguyễn Quốc Trung · Nguyễn Quang Lực | 1–4      | Bùi Hoàng Sơn · Nguyễn Quốc Khánh · Nguyễn Gia Huy · Nguyễn Lê Phát |

### Chung kết
| U-17 Sài Gòn | 0–2      | U-17 PVF                            |
| ------------ | -------- | ----------------------------------- |
|              | Chi tiết | - Hoàng Chiến 11' - Thái Bá Đạt 59' |

## Phát sóng trực tiếp
Mỗi ngày thi đấu sẽ có ít nhất 2 trận đấu được tường thuật trực tiếp trên các nền tảng của Next Media và On Sports cũng như Facebook và YouTube chính thức của Liên đoàn bóng đá Việt Nam.

## Tổng kết mùa giải
- Vua phá lưới: Thái Bá Đạt (PVF) với 5 bàn thắng
- Thủ môn xuất sắc nhất: Nguyễn Bảo Ngọc (SLNA)
- Cầu thủ xuất sắc nhất: Thái Bá Đạt (PVF)
- Giải phong cách: U-17 Sài Gòn